# Ваґанка
Ваґанка (пол. Waganka) — село в Польщі, у гміні Тлущ Воломінського повіту Мазовецького воєводства.
Населення — 89 осіб (2011).
У 1975-1998 роках село належало до Остроленцького воєводства.

## Демографія
Демографічна структура станом на 31 березня 2011 року:
|          | Загалом | Допрацездатний вік | Працездатний вік | Постпрацездатний вік |
| -------- | ------- | ------------------ | ---------------- | -------------------- |
| Чоловіки | 39      | 9                  | 23               | 7                    |
| Жінки    | 50      | 17                 | 21               | 12                   |
| Разом    | 89      | 26                 | 44               | 19                   |